# Monte Andrómeda (Sandwich del Sur)
El monte Andrómeda es una elevación ubicada en la isla Candelaria de las islas Sandwich del Sur. Es el más alto y más austral de los domos de hielo gemelos, y con 550 m s. n. m., marca tanto la cumbre de dicha isla como del grupo Candelaria.
Fue nombrado por el Comité Antártico de Lugares Geográficos del Reino Unido en 1971 en asociación con el cercano Monte Perseo. El nombre hace referencia a Andrómeda, la heroína de la mitología griega rescatada de un monstruo marino por el héroe Perseo.  Ambos montes están cubiertos por glaciares permanentes con parches de vegetación a sus costados.
La isla nunca fue habitada ni ocupada, y como el resto de las Sandwich del Sur es reclamada por el Reino Unido que la hace parte del territorio británico de ultramar de las Islas Georgias del Sur y Sandwich del Sur, y por la República Argentina, que la hace parte del departamento Islas del Atlántico Sur dentro de la provincia de Tierra del Fuego, Antártida e Islas del Atlántico Sur.